# Саркисян, Мартин Григорьевич
Мартин Григорьевич Саркисян (арм. Մարտին Գրիգորիի Սարգսյան, 3 марта 1958, Ереван) — депутат парламента Армении.

## Биография
- 1974—1979 — Армянский государственный институт физической культуры. педагог.
- 2000—2003 — Ереванский университет финансового банка и биржи. финансист-экономист. Награждён похвальной грамотой министра обороны Армении (1999), грамотой премьер-министра (2005), памятной медалью (2006).
- 1979—1982 — работал в качестве педагога в Апаране.
- 1982—1984 — служил в советской армии.
- 1984—1990 — работал в исполнительном комитете советского райсовета и горсовета Еревана.
- 1991—1995 — был депутатом Шенгавитского райсовета Еревана.
- 1993—1998 — генеральный директор, председатель совета фабрики лёгкой промышленности «Модельная обувь».
- 1998—1999 — был депутатом парламента. Член постоянной комиссии по национальной безопасности и внутренним делам. Член партии «РПА».
- С 1999 — основал благотворительный фонд «Шенгавит».
- 1998—2007 — был префектом общины Шенгавит (г. Ереван).
- 1999—2001 — представитель Армении в палате местного самоуправления Евросоюза.
- 2003—2004 — председатель совета торгово-промышленных палат СНГ.
- 2002—2007 — был президентом торгово-промышленной палаты Армении.
- 12 мая 2007 — избран депутатом парламента. Член постоянной комиссии по экономическим вопросам. Член партии «РПА».
- 6 мая 2012 — избран депутатом парламента. Член постоянной комиссии по экономическим вопросам. Член партии «РПА».
- 3 июня 2014 года назначен председателем комитета кадастра недвижимости при Правительстве Армении.

## Награды
- Благодарность Президента Российской Федерации (12 февраля 2015 года, Россия) — за большой вклад в развитие российско-армянского сотрудничества и укрепление двусторонних межпарламентских связей[1]